# Offenbarung des Petrus

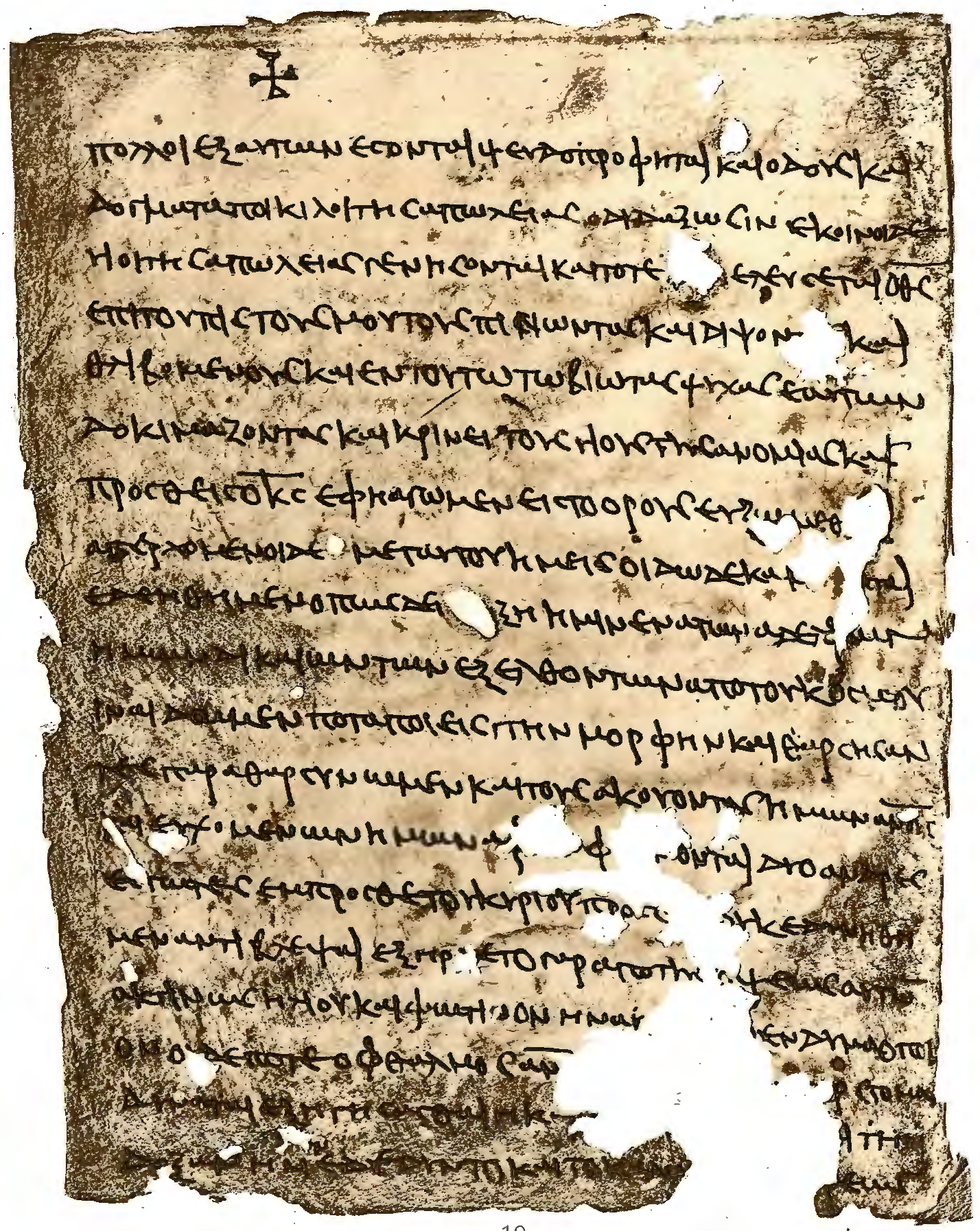
Handschrift der Petrusoffenbarung, Koptisches Museum, Kairo

Die Offenbarung des Petrus oder Petrusapokalypse ist ein frühchristliches apokryphes Werk, das vermutlich um 135 in Ägypten verfasst wurde. Es stellt eine literarische Fälschung dar (Pseudepigraphie), die vorgibt, vom Apostel Petrus verfasst zu sein.

## Zeit und Ort der Abfassung
Da die Petrusapokalypse wahrscheinlich 4. Esra sowie 2. Petrus verwendet, wurde sie wohl nach ca. 100 n. Chr. verfasst. Sie wird im Kanon Muratori erwähnt und von Theophilus von Antiochien sowie Klemens von Alexandrien benutzt, hatte also um 180 n. Chr. schon weite Verbreitung gefunden, wurde also wohl spätestens einige Jahrzehnte davor geschrieben. Der Versuch einer genaueren Datierung auf um 135 oder kurz danach bezieht das Feigenbaumgleichnis in Kap. 2 auf den Juden Bar Kochba.
Niedergeschrieben wurde diese „Offenbarung“ vermutlich in Alexandria, wahrscheinlich von einem Judenchristen, der aus jüdischen und griechischen eschatologischen Quellen schöpfte.

## Verbreitung und Anerkennung
Eine griechische und eine äthiopische Fassung sind überliefert. Die Petrusoffenbarung war ab ca. 150 n. Chr. vor allem im Griechisch sprechenden Osten verbreitet und wurde von manchen Kirchenvätern geschätzt, blieb aber insgesamt immer umstritten. Im Kanon Muratori wurde die Petrusoffenbarung anerkannt, aber als umstritten bezeichnet. Sie wurde nie ins Lateinische übersetzt, daher ab etwa 200 n. Chr. im lateinischen Westen kaum mehr gelesen, da dort die Griechischkenntnisse stark abnahmen. Im Osten wurde sie geschätzt: Klemens von Alexandrien schrieb einen Kommentar über sie, und im Kanonverzeichnis des Codex Claromontanus wird sie am Schluss genannt. Andererseits ist sie im Kanon des Origenes nicht enthalten, und bei Eusebius von Caesarea gehörte sie zu den unechten Büchern.
Sie wirkte noch im Mittelalter stark nach.

## Umfang und Inhalt

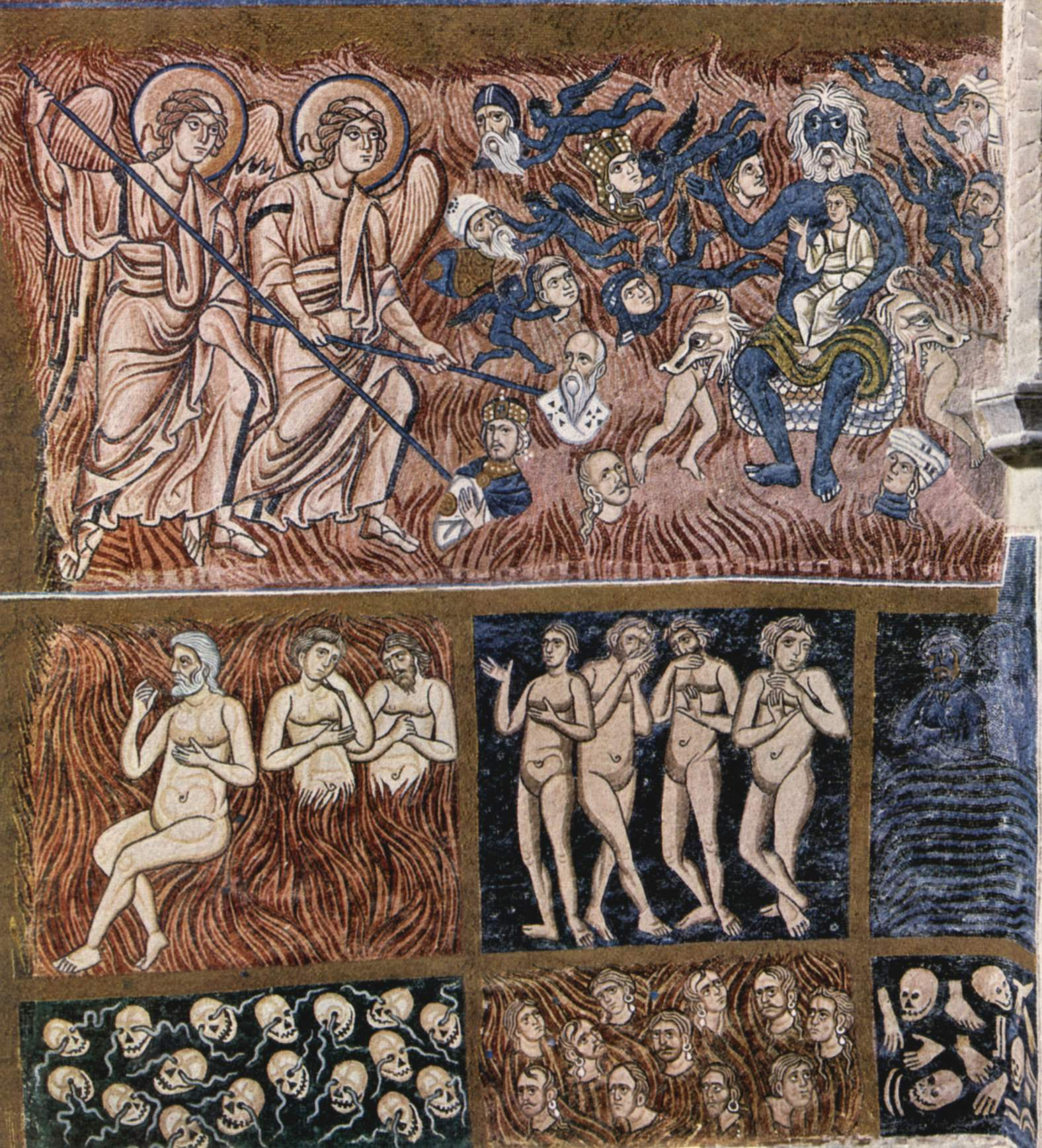
Weltgerichtsmosaik der Basilika von Torcello (Detail)

Die Petrusoffenbarung ist ein eher kleines Buch; es hat ungefähr den halben Umfang des Hebräerbriefs. Der Text bietet eine ausgesprochen ausführliche Schilderung der zukünftigen Hölle und ihrer durch Ezrael bewirkten Strafen, welche die christliche Phantasie bis hin zu Dantes „Inferno“ der Göttlichen Komödie gespeist haben.
Wie viele andere detailreiche Darstellungen der Höllenstrafen im Hochmittelalter geht zum Beispiel auch die Darstellung des Weltgerichts auf einem Mosaik von Torcello (frühes 12. Jh.) auf die Petrusapokalypse zurück.